# Amauri Falabella
Amauri Falabella, natural de São Paulo, é um Cantor e Compositor brasileiro.

## Carreira
Teve contato com vários estilos musicais como o de Elomar, Xangai, Vital Farias, Vidal França e Dércio Marques o que muito contribuiu para definir seu próprio estilo e é considerado pela crítica como um "Trovador".
Suas composições já foram gravadas pelo Grupo Terramérica e Dércio Marques. 

## Álbuns
- 2001 - "Ciranda Lunar"
- 2004 - "Violeiro Urbano"
- 2009 - "Amauri Falabella"

## Prêmios
- Festival de Alfenas, primeiro lugar com a música "Ciranda Lunar" interpretada por Dani Lasalvia.[4]
- Festival da Música Brasileira 2000 da Rede Globo, vencedor do Júri Popular como melhor música "Brincos" [5][1]